# 蘭瑟姆鎮區 (明尼蘇達州諾布爾斯縣)
蘭瑟姆鎮區（英語：Ransom Township）是位於美國明尼蘇達州諾布爾斯縣的一個行政鎮區。

## 地方資料
蘭瑟姆鎮區的面積為94.38平方千米，當中陸地面積為94.30平方千米，而水域面積為0.08平方千米。根據2020年美國人口普查的數據，當地共有人口203人，而人口密度為每平方千米2.15人。